# Sultanaat Golkonda
Het sultanaat Golkonda was in de 16e en 17e eeuw een sultanaat in Centraal-India. Het was een van de vijf sultanaten van de Dekan die begin 16e eeuw uit het Bahmanidenrijk ontstonden. De hoofdstad was aanvankelijk het gelijknamige Golkonda. In 1591 werd de nieuwe hoofdstad Haiderabad gesticht.

## Geschiedenis
De stichter van het sultanaat, Quli Qutb Shahi, was aanvankelijk een gouverneur onder de Bahmanidensultan Mahmud Shah IV (regeerde 1482-1518). Qutb Shahi breidde het Bahmanidenrijk naar het oosten uit in het noorden van het huidige Andhra Pradesh. In 1512 verklaarde hij zich onafhankelijk, gebruikmakend van de politieke instabiliteit binnen het Bahmanidenrijk. Zijn nakomelingen regeerden Golkonda als de Qutb Shahidynastie.
De sultan en de meeste hoogwaardigheidsbekleders waren dan wel moslims, maar ze stonden de in grote meerderheid hindoeïstische bevolking een tamelijke vrijheid toe. In een aantal gevallen konden hindoes opklimmen tot de hoogste functies. De sultans waren patronen van de kunst en literatuur, de laatste niet alleen in het Urdu maar ook in het Sanskriet en Telugu.
In militair opzicht was het sultanaat Golkonda afwisselend bondgenoot en vijand van de andere sultanaten van de Dekan. Er werden oorlogen gevoerd met Ahmednagar en Bijapur, waarbij soms het Vijayanagararijk in het zuiden optrad als bondgenoot. In 1564 verbond Golkonda zich met drie andere sultanaten tegen Vijyanagara, om dit door hindoeïstische koningen bestuurde rijk vernietigend te verslaan. In de daaropvolgende halve eeuw breidde Golkonda zijn macht ten koste van Vijayanagara naar het zuiden uit. Vanaf 1575 werd het gebied ten noordoosten van de Godavari veroverd. In 1578 veroverde Golkonda gebied ten zuiden van de rivier de Krishna. In 1646 viel zelfs de hoofdstad van Vijayanagara, Chandragiri, in handen van de sultan van Golkonda. Een oorlog tegen het noordelijke buurrijk Bastar in 1610 liep echter uit op een mislukking.

### Ondergang
Vanaf het begin van de 17e eeuw werd het Mogolrijk in het noorden een steeds grotere bedreiging voor de onafhankelijkheid van de sultans van de Dekan. Tussen 1615 en 1621 lukte het de sultans van Bijapur, Ahmednagar en Golkonda met verenigde krachten een invasie uit het noorden af te slaan. In 1636 wist de sultan van Golkonda een nieuwe invasie slechts af te weren door zich schatplichtig aan de Mogols te maken. Sultan Abdullah Qutb Shah (1626−1672) had grote moeite de macht van zijn invloedrijke vizier, Mir Jumla, in te perken. Toen de sultan de zoon van Mir Jumla gevangen zette, greep Mogolprins Aurangzeb dit aan om een nieuwe veldtocht tegen Golkonda te beginnen. Haiderabad werd in 1656 door de Mogols geplunderd, maar een beleg van het Fort van Golkonda werd opgegeven nadat de sultan een hoge afkoopsom betaald had.
Dit bleek slechts uitstel van de onderwerping. In 1685 viel Aurangzeb, inmiddels keizer geworden, de Dekan binnen en werd Haiderabad opnieuw geplunderd. Het fort van Golkonda viel in 1687, na acht maanden belegering. De laatste sultan, Abul Hasan Qutb Shah (regeerde 1674-1687), stierf in 1699 in gevangenschap.